# Hertha Firnberg
Hertha Firnberg (Vienne, 18 septembre 1909 - 14 février 1994) est une femme politique autrichienne. 

## Biographie
Membre du Parti social-démocrate d'Autriche, elle est Ministre fédéral de la Science et de la Recherche sous les gouvernements Kreisky I, II, III et IV.